# Dare (La La La)
«Dare (La La La)» — третій та фінальний сингл десятого студійного альбому колумбійської співачки Шакіри — «Shakira». Сингл вийшов 24 квітня 2014.

## Список композицій
CD-сингл — оригінальна версія
1. "Dare (La La La)" — 3:06

CD-сингл — версія Бразилія 2014-го
1. "La La La (Brazil 2014)" (із Carlinhos Brown) - 3:17

Іспанський CD-сингл — оригінальна версія
1. "La La La (іспаномовна версія)" - 3:06

Іспанський CD-сингл — версія Бразилія 2014-го
1. "La La La (Brasil 2014) [іспаномовна версія]" (із Carlinhos Brown) - 3:17

Європейський CD-сингл
1. "Dare (La La La)" - 3:06
2. "La La La (Brazil 2014)" (із Carlinhos Brown) - 3:17

Ремікси
1. "Dare (La La La) [Chuckie Remix]" - 4:20
2. "Dare (La La La) [Chus & Ceballos Brazil Fiesta Remix]" - 4:45

## Чарти
Тижневі чарти
| Чарт (2014)                                          | Позиція |
| ---------------------------------------------------- | ------- |
| Австрія Austrian Singles Chart                       | 14      |
| Бельгія Belgium (Ultratop 50 Flanders) (Фландрія)    | 9       |
| Бельгія Belgium (Ultratop Dance Flanders) (Фландрія) | 15      |
| Бельгія Belgium (Ultratop 50 Wallonia) (Валлонія)    | 3       |
| Бельгія Belgium (Ultratop Dance Wallonia) (Валлонія) | 1       |
| Бразилія Billboard Brasil Hot 100                    | 1       |
| Болгарія IFPI                                        | 27      |
| Канада Canadian Hot 100                              | 80      |
| Колумбія National-Report                             | 3       |
| Чехія Rádio Top 100                                  | 20      |
| Чехія Singles Digitál Top 100                        | 44      |
| Данія Tracklisten                                    | 33      |
| Домініканська Республіка Monitor Latino              | 3       |
| Фінляндія Suomen virallinen lista                    | 7       |
| Франція SNEP                                         | 11      |
| Німеччина Official German Charts                     | 12      |
| Греція Billboard Greece                              | 1       |
| Угорщина Single Top 40                               | 20      |
| Ірландія IRMA                                        | 53      |
| Італія FIMI                                          | 3       |
| Ліван The Official Lebanese Top 20                   | 7       |
| Люксембург Luxembourg Digital Songs                  | 4       |
| Мексика Billboard Mexican Airplay                    | 6       |
| Польща Polish Airplay Top 100                        | 5       |
| Польща Dance Top 50                                  | 1       |
| Росія Tophit Weekly General Airplay                  | 1       |
| Словаччина Rádio Top 100                             | 12      |
| Словенія SloTop50                                    | 9       |
| Південна Корея Gaon International Chart              | 10      |
| Іспанія PROMUSICAE                                   | 2       |
| Швейцарія Schweizer Hitparade                        | 3       |
| Швейцарія (Romandie) (lescharts.ch)                  | 1       |
| Україна FDR Music Charts                             | 2       |
| США Billboard Hot 100                                | 53      |
| США Hot Dance/Electronic Songs (Billboard)           | 5       |
| США Dance Club Songs (Billboard)                     | 1       |
| США Latin Airplay (Billboard)                        | 5       |
| США Latin Pop Songs (Billboard)                      | 2       |
| США Tropical Airplay (Billboard)                     | 22      |

## Продажі
Dare (La La La)
| Країна                       | Сертифікат (таблиця продажів та сертифікатів) | Продажі    |
| ---------------------------- | --------------------------------------------- | ---------- |
| Німеччина (BVMI)             | Золото                                        | +200,000   |
| Італія (FIMI)                | Платина                                       | +50,000    |
| Мексика (AMPROFON)           | Золото                                        | +30,000    |
| Південна Корея (AMPROFON)    |                                               | 13,571     |
| Швейцарія (IFPI Switzerland) | Золото                                        | +15,000    |
| США (RIAA)                   | Платина                                       | +1,000,000 |

La La La (Brazil 2014)
| Країна                       | Сертифікат (таблиця продажів та сертифікатів) | Продажі |
| ---------------------------- | --------------------------------------------- | ------- |
| Мексика (AMPROFON)           | Золото                                        | +30,000 |
| Іспанія (PROMUSICAE)         | 2× Платина (стримінг)                         | +80,000 |
| Швейцарія (IFPI Switzerland) | Золото                                        | +15,000 |
| США (RIAA)                   |                                               | +78,000 |